# Херес

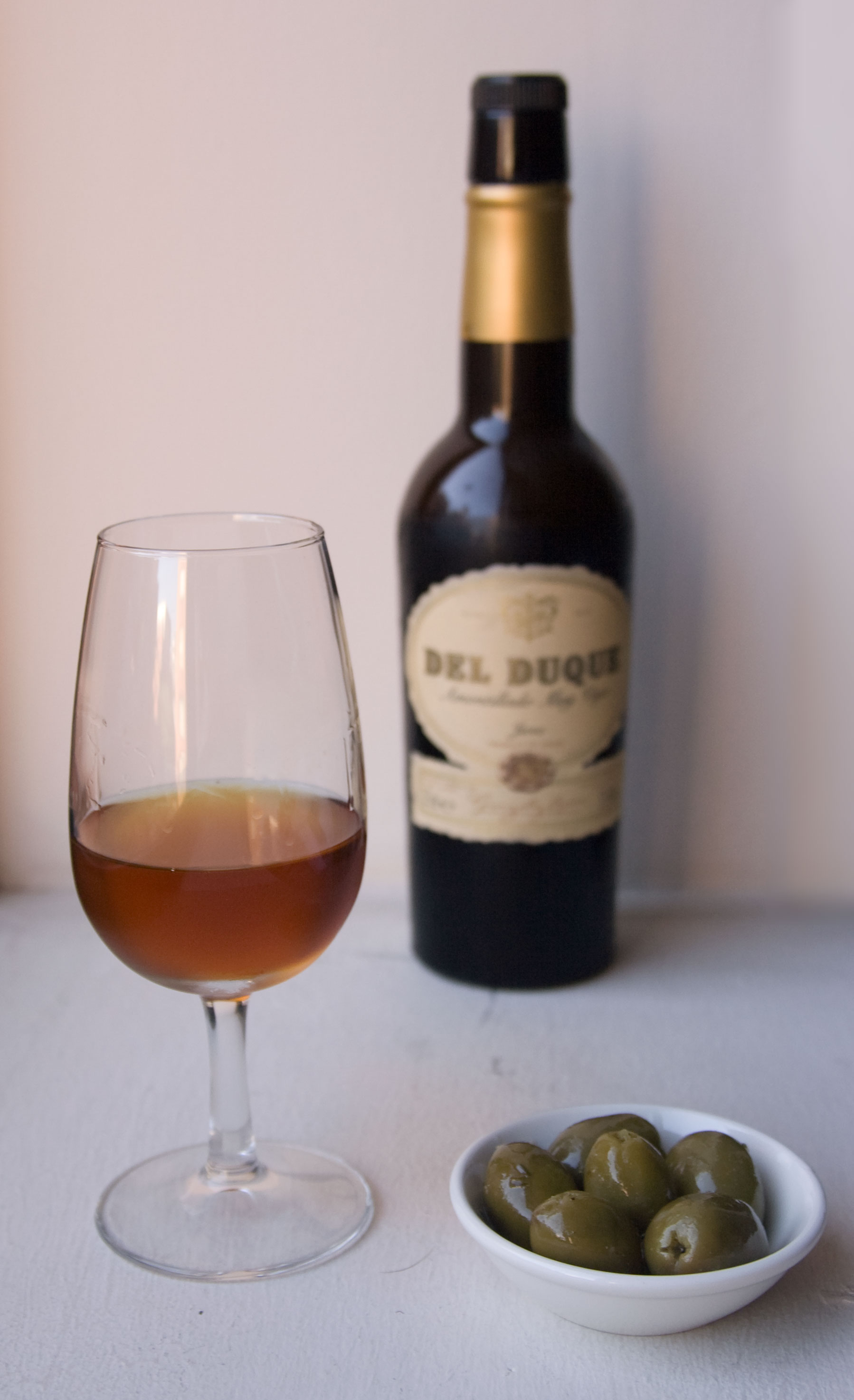
Келих хересу

36°41′02″ пн. ш. 6°07′35″ зх. д. / 36.683944444444° пн. ш. 6.12625° зх. д.
Хе́рес (ісп. jerez, фр. xérès, англ. sherry) — іспанське біле кріплене солодке вино, яке належить до класу лікерних.
Назва вина «Херес» походить з назви місцевості Херес (поблизу міста Херес-де-ла-Фронтера) в провінції Кадіс (Андалусія, Іспанія), а та в свою чергу походить від арабської назви Шеріш (фінікійського Cera, лат. Ceret), що зараз зветься Херес-де-ла-Фронтера в Андалузії.
Херес є маркою, за міжнародним та європейським правом контрольованою за походженням (ісп. Denominación de Origen). Тобто, радянські, а пізніше українські, російські або молдовські напої називатися «хересом» не мають права; за міжнародними законами це вважається економічним злочином.

## Історія
Херес відомий ще з 1000 до н. е., коли обізнані у виноробстві фінікійці завоювали південно-східну Андалусію і заснували тут міста Кадіс і Херес (згодом Херес-де-ла-Фронтера, що дали назву напою). Мистецтво фінікійців, завезена ними виноградна лоза, сприятливий для визрівання винограду клімат і відвага невідомого винороба, що вирішив не прибирати з шумуючого вина бахромисту плівку, яка утворилася на ньому, дали світу напій, що одержав назву «херес».
З 711 по 1492, коли з центру Андалусії, Севільї, відбув у свою першу експедицію Христофор Колумб, Андалусією володіли маври. Саме вони привнесли в технологію виробництва хересу спиртування. Додавання спирту в молоде вино перед витримкою, сприяло припиненню бродіння. Після маврів херес став міцним і не кислим. Проте, у 1492 році, Андалусію разом з Кадісом і Хересом відвоювали іспанці.

## Виробництво

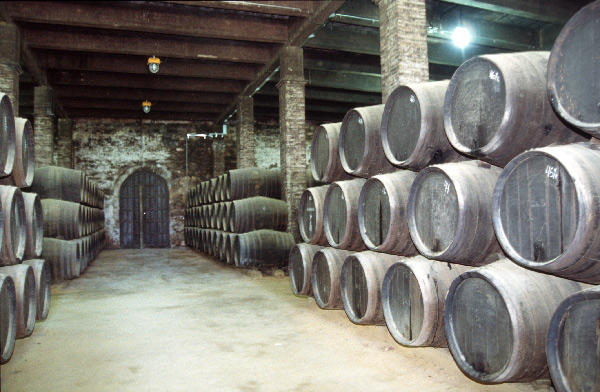
Солера з бочками хересу

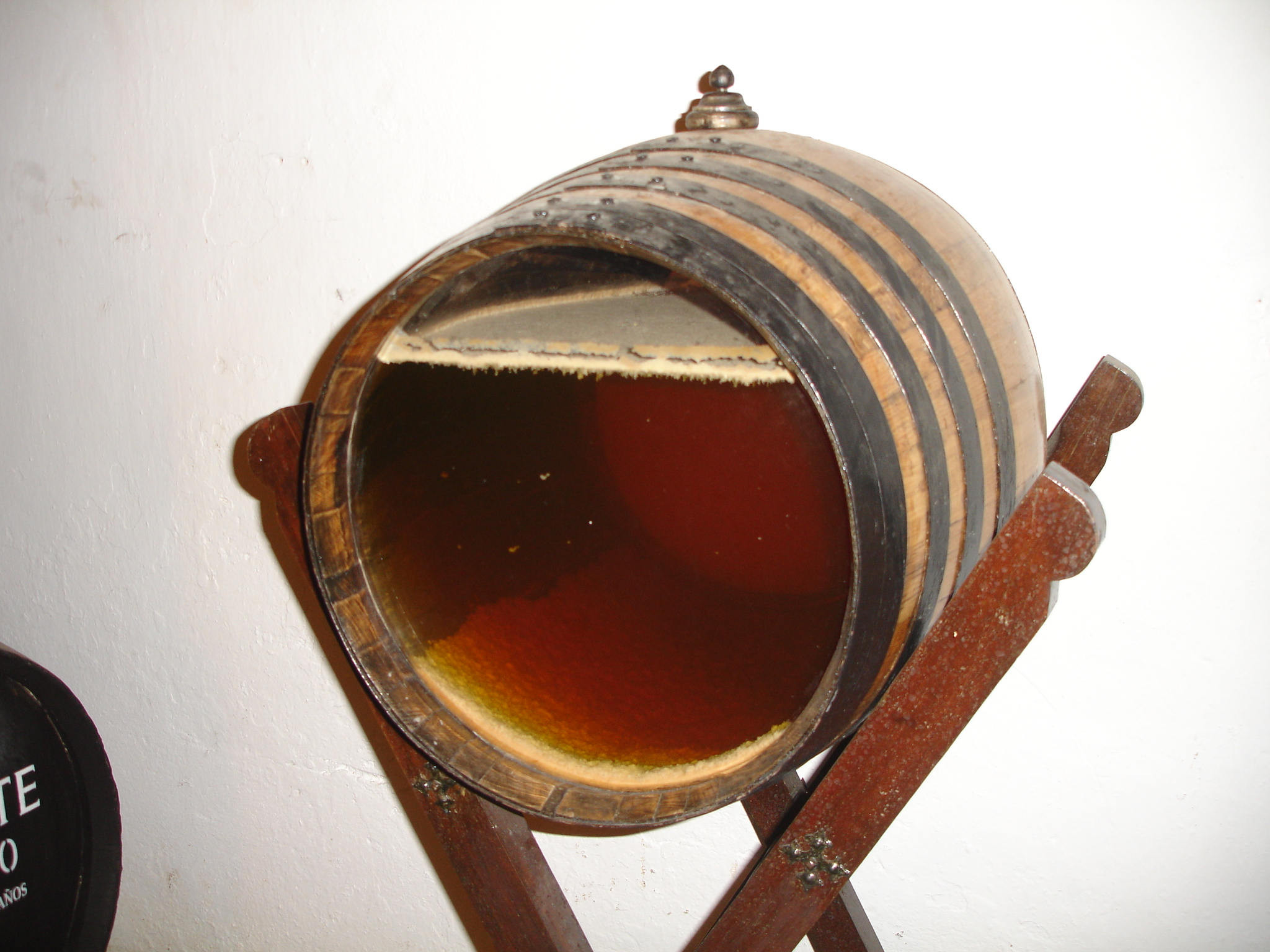
Бочка зі склом, що демонструє дозрівання хересу під дріжджовою плівкою

Херес виробляється з білого винограду сортів Паломіно і Педро Хіменес. З тих же сортів винограду можуть вийти зовсім різні напої. Багато що залежить від кількості сонячних днів в році, крутизни схилу, на якому росте лоза, складу ґрунту, технології, терміну витримки.
Виноград для майбутнього хересу збирають у кінці вересня, коли він в міру визрів. Поміщений в дубові бочки, він інтенсивно бродить протягом декількох місяців. Після чого дегустатори куштують отриманий напівфабрикат, і класифікують його на предмет можливості виробництва певного виду хересу.
Після того, як розчавлений виноград разом з шкіркою простояв зиму, перебродив, і вийшло молоде вино міцністю 12-15 %, бочки відкорковуються, за справу беруться дегустатори. Як правило, лише одна з 20 бочок, а буває — і з цілого виноградника, виявлялася такою, що набула потрібного смаку, смаку Амонтильядо.
На подальших стадіях у вино додається спирт, що зупиняє бродіння і доводить міцність бажаної субстанції до 15-16 %, вино переливається в дубові бочки, що стоять у кілька ярусів. Це так звана солера — система, в якій на верхньому рівні розташовується молоде вино, а у міру старіння воно переливається все нижче і нижче. Це одна з складових технології, характерної для отримання хересу. Інша складова — витримка протягом 1,5-4 років під хересною дріжджовою плівкою в бочках, заповнених не доверху. Херес, якщо його порівнювати з сирами — це своєрідний «рокфор у світі вин». На сучасному етапі розвитку виробництва, використовуються спеціально виведені чисті культури особливих хересних дріжджів. Саме вони і додають той самий специфічний хересний тон, що нагадує смак мигдалю або волоського горіха.

## Види хересу
Хереси поділяються на такі основні групи:
- Сухий — 14-16 % спирту, 0,2 % цукру,
- Сухий міцний — 18 % спирту, 1,5 % цукру,
- Міцний — 20 % спирту, 3 % цукру,
- Десертний — 19 % спирту, 9 % цукру.

Найвідоміші хереси — сухі «Фіно» і «Монсанілья», «Амонтильядо». Останній особливо цінується гурманами, оскільки має лише йому властивий букет.
Типи хересу:
- Фіно (ісп. Fino) — 15 % алк.
- Манзанілья (ісп. Manzanilla) — 15-19 % алк.
- Амонтільядо (ісп. Amontillado) — 16-22 % алк.
- Олоросо (ісп. Oloroso) — 17-22 % алк.
- Пало Кортадо (ісп. Palo Cortado) — 17-22 % алк.
- Медіум (англ. Medium) — 15 % алк.
- Пел Крім (англ. Pale Cream) — 17,5 % алк.
- Крім (англ. Cream) — 17,5 % алк.
- Педро Хіменес (ісп. Pedro Ximénez)- 17 % алк.
- Москатель (ісп. Moscatel).

## Як пити
Пити херес доречно з тюльпановидних витягнутих келихів, звуження яких догори, сприяє концентрації аромату: сухий і легкий струмінь спрямовується безпосередньо до носа.
Херес виразно відрізняється своїми характером від інших типів вин. За його яскраво виражені тони, його часто називають королем аперитивів. Солодкі сорти хересу підходять до десерту для поліпшення травлення. Херес — вино універсальне, добре слугує як столове, а в деяких випадках — херес за обідом просто незамінний. Наприклад, для підкопченої риби або інших морських продуктів, буває складно підібрати вино, але херес завжди добре пасує до цих страв. Запахи копченої риби і риб'ячого жиру переб'ють аромат будь-якого столового вина, але тільки не хересу. Ідеальний для будь-яких морепродуктів, птиці, баранини. Його сильний аромат і різкий тон у смаку створять пікантний контраст з їжею.
У смаку витриманих хересів присутній своєрідний тон, що ідеально гармонує з ароматом сигарного диму. Такі вина можна подавати як дигестив, із кавою.
Крім того, херес не тільки супроводжує їжу, але і бере участь в її створенні. Херес використовують, як кулінарну добавку до м'ясних страв, соусів.

## Подібні напої на теренах колишнього СРСР
Вина хересного типу у Молдові виробляються з сортів Аліготе, Трамінер, Піно Білий, Ркацителі, на Доні — Білий Круглий, Пухляковський, Рислінг, знову ж таки Аліготе, в Казахстані — Баян Шірей, Ркацителі.
Найбільшу кількість вітчизняних нагород серед напоїв подібних до хересу мають вина Криму. По 6 золотих медалей на всесоюзних і міжнародних конкурсах вин завоювали «Херес Кримський», з винограду тих сортів, що ростуть в степових і передгірних районах Криму, і «Херес Масандра», зобов'язаний смаком сортам Серсіаль, Вердельо, Альбільо, які вирощують на південному березі Криму.

## Цікавий факт
В Україні, у підвалах Масандри зберігається колекція старих оригінальних вин, серед яких є кілька пляшок справжнього хересу. Згідно з офіційною інформацією його туди ще в 19 ст. завіз із Іспанії фундатор колекції та всього масандрівського виробництва граф Михайло Воронцов. 11 вересня 2015 року, під час відвідання підвалів Масандри Путіним з Берлусконі, останній зацікавився цим воронцовським «Хересом-де-ла-Фронтера» 1775 року врожаю (за іншими даними це був «херес» 1891 року) і схотів його покуштувати. Призначена окупаційною владою гендиректором НВАО «Масандра» Яніна Павленко відкрила одну з пляшок старого вина для «високих» гостей.
Після цього українська прокуратура відкрила проти Я.Павленко кримінальне провадження «за фактом заволодіння майном в особливо великих розмірах», частина 5 статті 191 Кримінального кодексу України. Як заявив ЗМІ перший заступник прокурора Автономної Республіки Крим Назар Холодницький, збиток оцінюється в більш ніж 2 мільйони гривень (90 тисяч доларів). Холодницький нагадав, що 2001 року на аукціоні в Лондоні вже були продані дві подібні пляшки. За одну з них було сплачено майже 40.700 USD.